# Зэнц, Сол
Сол Зэнц (иногда Сау́л За́енц, Зейнц, Зентц, Зэнтц; англ. Saul Zaentz, МФА (амер.) [sɔːl ˈzænts]; 28 февраля 1921, Пассейик, Нью-Джерси — 3 января 2014, Сан-Франциско, Калифорния) — американский кино- и музыкальный продюсер, трёхкратный обладатель премии «Оскар» (не считая почётной премии имени Тальберга) за продюсирование лучшего фильма года. Зэнц был главой компании Middle-earth Enterprises и владел правами на персонажей, имена и названия из книг Джона Толкина «Властелин колец» и «Хоббит», один из основных организаторов всех экранизаций этих книг.

## Биография
Родился в Нью-Джерси в еврейской семье из России. Участник Второй мировой войны. Демобилизовавшись из армии, поступил на работу в звукозаписывающую компанию Fantasy Records, специализировавшуюся на джазе. Наиболее заметным событием в работе Зэнца в этом бизнесе стало открытие и продвижение группы Creedence Clearwater Revival. В 1967 году Зэнц купил студию. В 1970 году студия вступила в затяжной судебный процесс с Джоном Фогерти по финансовым и авторским вопросам. Фогерти, обиженный на Зейнца, включил в свой следующий альбом несколько песен, где прямо или намеками высмеивал Зэнца. Сол подал в суд на Фогерти и выиграл моральную компенсацию. Вскоре после этого случая Зэнц бросил музыкальный бизнес и продал свою долю Fantasy Records.
С начала 1970-х годов Сол занялся продюсированием фильмов. Его картины трижды получали премии «Оскар» и «Золотой глобус» как лучшие фильмы: «Пролетая над гнездом кукушки» (1975), «Амадей» (1984) и «Английский пациент» (1996). Среди других его картин — анимационный «Властелин колец» (номинация на «Сатурн»), «Невыносимая лёгкость бытия» (номинация на «Золотой глобус»), «Призраки Гойи» и др.
В начале 1970-х годов вместе с режиссёром Джоном Бурменом Зейнц разрабатывал для United Artists сценарий экранизации романа Джона Толкина «Властелин колец». В процессе работы он близко познакомился с самим Толкином и его семьёй. Хотя фильм так и не был тогда снят, Зэнц стал большим поклонником творчества Профессора. В 1976 году он выкупил к United Artists все права не только на экранизации, но и на любое другое использование имён, названий и прочих элементов вселенной Средиземья, упомянутых в книгах «Хоббит» и «Властелин Колец». Сол основал компанию Tolkien Enterprises (позже переименована в Middle-Earth Enterprises), которая стоит за всеми экранизациями и сценическими воплощениями «Хоббита» и «Властелина».
Middle-Earth Enterprises так или иначе связана со всеми существующими к 2017 году экранизациями Толкина. Сам Зэнц, однако, непосредственно участвовал только в съёмках фильма Ральфа Бакши (1978). В серии экранизаций, предпринятой компанией New Line Cinema в 2000-е годы, 80-летний Зэнц уступил место продюсера Питеру Джексону. В 2008 году, когда между Джексоном и New Line Cinema возник финансовый спор, поставивший под угрозу съёмки фильма «Хоббит» (2009), Зэнц открыто поддержал Джексона. Он заявил, что согласен на съёмки фильма только при условии участия Джексона, и если до конца 2009 года New Line Cinema не урегулирует свои отношения с режиссёром и не приступит к съёмкам, Сол отзовёт лицензию и вместе с Джексоном приступит к поискам другой студии. Конфликт был решён в 2009 году: Джексон получил кресло продюсера, а режиссёром стал Гильермо дель Торо. Спустя некоторое время дель Торо покинул проект, и Питер Джексон снова занял пост режиссёра.
Зэнц умер 3 января 2014 года в Сан-Франциско, штат Калифорния, в возрасте 92 лет, от осложнений болезни Альцгеймера.

## Фильмография
- 1982 — День искупления
- 1975 — Пролетая над гнездом кукушки
- 1978 — Властелин колец
- 1978 — Три воина
- 1984 — Амадей
- 1986 — Берег москитов
- 1988 — Невыносимая лёгкость бытия
- 1991 — Игра в полях господних
- 1996 — Английский пациент
- 2006 — Призраки Гойи